# Vodacom Cup 2012
Vodacom Cup 2012 – piętnasta edycja Vodacom Cup, trzeciego poziomu rozgrywek w rugby union w Południowej Afryce.
Prócz czternastu południowoafrykańskich zespołów ponownie w zawodach wzięła udział argentyńska drużyna Pampas XV. W porównaniu do poprzednich dwóch edycji wycofał się namibijski zespół Welwitschias z powodów finansowych. Piętnaście uczestniczących zespołów rywalizowało zatem w pierwszej fazie systemem kołowym podzielone na dwie grupy, następnie czołowe czwórki z każdej z grup awansowały do fazy pucharowej złożonej z ćwierćfinałów, półfinałów i finału. W przypadku remisów w fazie pucharowej zostały ustalone odrębne zasady.
Z ćwierćfinałowych pojedynków zwycięsko wyszły zespoły Griquas, Pumas, Western Province i Blue Bulls. Półfinały na swoją korzyść rozstrzygnęły liderujące po fazie grupowej drużyny Western Province i Griquas, zaś w finale po raz pierwszy w historii triumfowali zawodnicy Western Province.
Najwięcej punktów w zawodach (134) zdobył Gouws Prinsloo, w klasyfikacji przyłożeń z siedmioma zwyciężyli natomiast Jaco Bouwer i Rohan Kitshoff.

## Faza grupowa

### Grupa północna
| 10 marca 201214:45 | Leopards | 23:16(8:6) | Golden Lions | Olën Park, Potchefstroom Sędzia: Sindile Mayende |
| 10 marca 201214:45 |          | 23:16(8:6) |              | Olën Park, Potchefstroom Sędzia: Sindile Mayende |

| 10 marca 201215:00 | Falcons | 30:55(24:29) | Pumas | Barnard Stadium, Kempton Park Sędzia: Ben Crouse |
| 10 marca 201215:00 |         | 30:55(24:29) |       | Barnard Stadium, Kempton Park Sędzia: Ben Crouse |

| 10 marca 201216:45 | Blue Bulls | 17:36(10:19) | Griquas | Loftus Versfeld Stadium, Pretoria Widzów: 5 500 Sędzia: Lourens van der Merwe |
| 10 marca 201216:45 |            | 17:36(10:19) |         | Loftus Versfeld Stadium, Pretoria Widzów: 5 500 Sędzia: Lourens van der Merwe |

| 17 marca 201215:00 | Griquas | 55:10(20:10) | Griffons | GWK Park, Kimberley Widzów: 1 000 Sędzia: Lesego Legoete |
| 17 marca 201215:00 |         | 55:10(20:10) |          | GWK Park, Kimberley Widzów: 1 000 Sędzia: Lesego Legoete |

| 17 marca 201216:00 | Pumas | 19:19(6:13) | Blue Bulls | Mbombela Stadium, Nelspruit Widzów: 2 750 Sędzia: Marius van der Westhuizen |
| 17 marca 201216:00 |       | 19:19(6:13) |            | Mbombela Stadium, Nelspruit Widzów: 2 750 Sędzia: Marius van der Westhuizen |

| 17 marca 201217:00 | Golden Lions | 59:29(21:21) | Falcons | Wits Rugby Stadium, Johannesburg Widzów: 200 Sędzia: Ben Crouse |
| 17 marca 201217:00 |              | 59:29(21:21) |         | Wits Rugby Stadium, Johannesburg Widzów: 200 Sędzia: Ben Crouse |

| 23 marca 201215:00 | Falcons | 31:28(12:14) | Leopards | Barnard Stadium, Kempton Park Widzów: 1 000 Sędzia: Tiaan Jonker |
| 23 marca 201215:00 |         | 31:28(12:14) |          | Barnard Stadium, Kempton Park Widzów: 1 000 Sędzia: Tiaan Jonker |

| 23 marca 201219:00 | Griffons | 12:43(5:22) | Pumas | North West Stadium, Welkom Widzów: 1 000 Sędzia: Archie Sehlako |
| 23 marca 201219:00 |          | 12:43(5:22) |       | North West Stadium, Welkom Widzów: 1 000 Sędzia: Archie Sehlako |

| 24 marca 201214:45 | Blue Bulls | 49:10(18:3) | Golden Lions | Loftus Versfeld Stadium, Pretoria Sędzia: Quinton Immelman |
| 24 marca 201214:45 |            | 49:10(18:3) |              | Loftus Versfeld Stadium, Pretoria Sędzia: Quinton Immelman |

| 31 marca 201214:45 | Golden Lions | 71:25(24:6) | Griffons | Coca-Cola Park, Johannesburg Widzów: 5 000 Sędzia: Ben Crouse |
| 31 marca 201214:45 |              | 71:25(24:6) |          | Coca-Cola Park, Johannesburg Widzów: 5 000 Sędzia: Ben Crouse |

| 31 marca 201216:00 | Pumas | 20:21(12:11) | Griquas | Atlantic Stadium, Witbank Sędzia: Rasta Rasivhenge |
| 31 marca 201216:00 |       | 20:21(12:11) |         | Atlantic Stadium, Witbank Sędzia: Rasta Rasivhenge |

| 31 marca 201216:00 | Leopards | 15:28(8:20) | Blue Bulls | Olën Park, Potchefstroom Widzów: 700 Sędzia: Lesego Legoete |
| 31 marca 201216:00 |          | 15:28(8:20) |            | Olën Park, Potchefstroom Widzów: 700 Sędzia: Lesego Legoete |

| 13 kwietnia 201216:00 | Blue Bulls | 49:8(35:3) | Falcons | Loftus Versfeld Stadium, Pretoria Sędzia: Rasta Rasivhenge |
| 13 kwietnia 201216:00 |            | 49:8(35:3) |         | Loftus Versfeld Stadium, Pretoria Sędzia: Rasta Rasivhenge |

| 13 kwietnia 201219:00 | Griffons | 19:30(14:23) | Leopards | North West Stadium, Welkom Sędzia: Lourens van der Merwe |
| 13 kwietnia 201219:00 |          | 19:30(14:23) |          | North West Stadium, Welkom Sędzia: Lourens van der Merwe |

| 14 kwietnia 201215:00 | Griquas | 30:35(17:8) | Golden Lions | GWK Park, Kimberley Sędzia: Jaco Peyper |
| 14 kwietnia 201215:00 |         | 30:35(17:8) |              | GWK Park, Kimberley Sędzia: Jaco Peyper |

| 20 kwietnia 201215:00 | Falcons | 33:38(14:21) | Griffons | Barnard Stadium, Kempton Park Widzów: 1 000 Sędzia: Stuart Berry |
| 20 kwietnia 201215:00 |         | 33:38(14:21) |          | Barnard Stadium, Kempton Park Widzów: 1 000 Sędzia: Stuart Berry |

| 21 kwietnia 201216:00 | Leopards | 40:42(27:12) | Griquas | Olën Park, Potchefstroom Widzów: 1 000 Sędzia: Tiaan Jonker |
| 21 kwietnia 201216:00 |          | 40:42(27:12) |         | Olën Park, Potchefstroom Widzów: 1 000 Sędzia: Tiaan Jonker |

| 21 kwietnia 201217:00 | Golden Lions | 33:37(20:17) | Pumas | Coca-Cola Park, Johannesburg Widzów: 300 Sędzia: Ben Crouse |
| 21 kwietnia 201217:00 |              | 33:37(20:17) |       | Coca-Cola Park, Johannesburg Widzów: 300 Sędzia: Ben Crouse |

| 26 kwietnia 201215:30 | Griquas | 83:3(48:3) | Falcons | GWK Park, Kimberley Sędzia: Lourens van der Merwe |
| 26 kwietnia 201215:30 |         | 83:3(48:3) |         | GWK Park, Kimberley Sędzia: Lourens van der Merwe |

| 27 kwietnia 201215:00 | Griffons | 28:50(7:28) | Blue Bulls | North West Stadium, Welkom Sędzia: Lourens van der Merwe |
| 27 kwietnia 201215:00 |          | 28:50(7:28) |            | North West Stadium, Welkom Sędzia: Lourens van der Merwe |

| 28 kwietnia 201219:10 | Pumas | 46:10(22:3) | Leopards | Atlantic Stadium, Witbank Widzów: 250 Sędzia: Ben Crouse |
| 28 kwietnia 201219:10 |       | 46:10(22:3) |          | Atlantic Stadium, Witbank Widzów: 250 Sędzia: Ben Crouse |

### Grupa południowa
| 9 marca 201215:10 | Pampas XV | 26:34(20:21) | Eastern Province Kings | A.F. Markötter Stadium, Stellenbosch Widzów: 500 Sędzia: Stuart Berry |
| 9 marca 201215:10 |           | 26:34(20:21) |                        | A.F. Markötter Stadium, Stellenbosch Widzów: 500 Sędzia: Stuart Berry |

| 9 marca 201219:00 | Border Bulldogs | 0:42(0:14) | Sharks XV | Buffalo City Stadium, East London Widzów: 3 000 Sędzia: Jonathan Kaplan |
| 9 marca 201219:00 |                 | 0:42(0:14) |           | Buffalo City Stadium, East London Widzów: 3 000 Sędzia: Jonathan Kaplan |

| 10 marca 201215:00 | Cheetahs | 34:30(12:17) | SWD Eagles | Clive Solomon Stadium, Bloemfontein Widzów: 3 000 Sędzia: Marius van der Westhuizen |
| 10 marca 201215:00 |          | 34:30(12:17) |            | Clive Solomon Stadium, Bloemfontein Widzów: 3 000 Sędzia: Marius van der Westhuizen |

| 10 marca 201216:00 | Western Province | 51:22(28:19) | Boland Cavaliers | Newlands Stadium, Kapsztad Widzów: 1 000 Sędzia: Rasta Rasivhenge |
| 10 marca 201216:00 |                  | 51:22(28:19) |                  | Newlands Stadium, Kapsztad Widzów: 1 000 Sędzia: Rasta Rasivhenge |

| 16 marca 201219:00 | Eastern Province Kings | 40:23(20:15) | Border Bulldogs | Nelson Mandela Bay Stadium, Port Elizabeth Widzów: 2 000 Sędzia: Quinton Immelman |
| 16 marca 201219:00 |                        | 40:23(20:15) |                 | Nelson Mandela Bay Stadium, Port Elizabeth Widzów: 2 000 Sędzia: Quinton Immelman |

| 17 marca 201214:45 | Sharks XV | 15:17(3:9) | Western Province | Kings Park Stadium, Durban Widzów: 500 Sędzia: Lourens van der Merwe |
| 17 marca 201214:45 |           | 15:17(3:9) |                  | Kings Park Stadium, Durban Widzów: 500 Sędzia: Lourens van der Merwe |

| 17 marca 201216:00 | Pampas XV | 34:30(12:13) | SWD Eagles | A.F. Markötter Stadium, Stellenbosch Sędzia: Rasta Rasivhenge |
| 17 marca 201216:00 |           | 34:30(12:13) |            | A.F. Markötter Stadium, Stellenbosch Sędzia: Rasta Rasivhenge |

| 17 marca 201216:00 | Boland Cavaliers | 32:30(10:10) | Cheetahs | Bredasdorp Sports Grounds, Bredasdorp Widzów: 3 200 Sędzia: Marius Jonker |
| 17 marca 201216:00 |                  | 32:30(10:10) |          | Bredasdorp Sports Grounds, Bredasdorp Widzów: 3 200 Sędzia: Marius Jonker |

| 23 marca 201215:30 | Border Bulldogs | 20:46(20:15) | Pampas XV | Buffalo City Stadium, East London Sędzia: Sindile Mayende |
| 23 marca 201215:30 |                 | 20:46(20:15) |           | Buffalo City Stadium, East London Sędzia: Sindile Mayende |

| 23 marca 201219:10 | Cheetahs | 38:51(17:25) | Sharks XV | Free State Stadium, Bloemfontein Widzów: 10 485 Sędzia: Ben Crouse |
| 23 marca 201219:10 |          | 38:51(17:25) |           | Free State Stadium, Bloemfontein Widzów: 10 485 Sędzia: Ben Crouse |

| 24 marca 201216:00 | Western Province | 30:25(11:19) | Eastern Province Kings | City Park Stadium, Crawford Sędzia: Lesego Legoete |
| 24 marca 201216:00 |                  | 30:25(11:19) |                        | City Park Stadium, Crawford Sędzia: Lesego Legoete |

| 24 marca 201216:00 | SWD Eagles | 26:46(16:20) | Boland Cavaliers | D'Almeida Stadium, Mossel Bay Sędzia: Joey Klaaste-Salmans |
| 24 marca 201216:00 |            | 26:46(16:20) |                  | D'Almeida Stadium, Mossel Bay Sędzia: Joey Klaaste-Salmans |

| 30 marca 201216:30 | Sharks XV | 38:20(33:6) | SWD Eagles | Kings Park Stadium, Durban Sędzia: Jaco Peyper |
| 30 marca 201216:30 |           | 38:20(33:6) |            | Kings Park Stadium, Durban Sędzia: Jaco Peyper |

| 30 marca 201219:10 | Eastern Province Kings | 36:22(23:10) | Cheetahs | Nelson Mandela Bay Stadium, Port Elizabeth Sędzia: Joey Klaaste-Salmans |
| 30 marca 201219:10 |                        | 36:22(23:10) |          | Nelson Mandela Bay Stadium, Port Elizabeth Sędzia: Joey Klaaste-Salmans |

| 31 marca 201215:00 | Border Bulldogs | 7:31(0:17) | Western Province | Buffalo City Stadium, East London Widzów: 500 Sędzia: Sindile Mayende |
| 31 marca 201215:00 |                 | 7:31(0:17) |                  | Buffalo City Stadium, East London Widzów: 500 Sędzia: Sindile Mayende |

| 31 marca 201216:45 | Pampas XV | 30:27(13:17) | Boland Cavaliers | Newlands Stadium, Kapsztad Sędzia: Matt Kemp |
| 31 marca 201216:45 |           | 30:27(13:17) |                  | Newlands Stadium, Kapsztad Sędzia: Matt Kemp |

| 13 kwietnia 201219:10 | SWD Eagles | 25:27(10:9) | Eastern Province Kings | Outeniqua Park, George Sędzia: Ben Crouse |
| 13 kwietnia 201219:10 |            | 25:27(10:9) |                        | Outeniqua Park, George Sędzia: Ben Crouse |

| 14 kwietnia 201214:45 | Cheetahs | 36:28(21:10) | Border Bulldogs | Free State Stadium, Bloemfontein Widzów: 2 500 Sędzia: Sindile Mayende |
| 14 kwietnia 201214:45 |          | 36:28(21:10) |                 | Free State Stadium, Bloemfontein Widzów: 2 500 Sędzia: Sindile Mayende |

| 14 kwietnia 201216:00 | Boland Cavaliers | 21:19(8:16) | Sharks XV | Malmesbury Widzów: 7 000 Sędzia: Joey Klaaste-Salmans |
| 14 kwietnia 201216:00 |                  | 21:19(8:16) |           | Malmesbury Widzów: 7 000 Sędzia: Joey Klaaste-Salmans |

| 14 kwietnia 201217:30 | Western Province | 20:16(11:6) | Pampas XV | Danie Craven Stadium, Stellenbosch Sędzia: Stuart Berry |
| 14 kwietnia 201217:30 |                  | 20:16(11:6) |           | Danie Craven Stadium, Stellenbosch Sędzia: Stuart Berry |

| 20 kwietnia 201215:00 | Boland Cavaliers | 45:40(26:22) | Border Bulldogs | Boland Stadium, Wellington Widzów: 1 000 Sędzia: Matt Kemp |
| 20 kwietnia 201215:00 |                  | 45:40(26:22) |                 | Boland Stadium, Wellington Widzów: 1 000 Sędzia: Matt Kemp |

| 20 kwietnia 201219:10 | Cheetahs | 20:40(13:23) | Pampas XV | Free State Stadium, Bloemfontein Widzów: 150 Sędzia: Joey Klaaste-Salmans |
| 20 kwietnia 201219:10 |          | 20:40(13:23) |           | Free State Stadium, Bloemfontein Widzów: 150 Sędzia: Joey Klaaste-Salmans |

| 21 kwietnia 201214:45 | Sharks XV | 28:18(19:7) | Eastern Province Kings | Kings Park Stadium, Durban Sędzia: Jason Jaftha |
| 21 kwietnia 201214:45 |           | 28:18(19:7) |                        | Kings Park Stadium, Durban Sędzia: Jason Jaftha |

| 21 kwietnia 201216:00 | SWD Eagles | 14:29(0:14) | Western Province | Bridgton Sports Grounds, Oudtshoorn Widzów: 350 Sędzia: Rasta Rasivhenge |
| 21 kwietnia 201216:00 |            | 14:29(0:14) |                  | Bridgton Sports Grounds, Oudtshoorn Widzów: 350 Sędzia: Rasta Rasivhenge |

| 27 kwietnia 201215:00 | Eastern Province Kings | 29:24(26:10) | Boland Cavaliers | Nelson Mandela Bay Stadium, Port Elizabeth Sędzia: Rasta Rasivhenge |
| 27 kwietnia 201215:00 |                        | 29:24(26:10) |                  | Nelson Mandela Bay Stadium, Port Elizabeth Sędzia: Rasta Rasivhenge |

| 28 kwietnia 201214:45 | Pampas XV | 24:30(3:19) | Sharks XV | A.F. Markötter Stadium, Stellenbosch Widzów: 3 000 Sędzia: Quinton Immelman |
| 28 kwietnia 201214:45 |           | 24:30(3:19) |           | A.F. Markötter Stadium, Stellenbosch Widzów: 3 000 Sędzia: Quinton Immelman |

| 28 kwietnia 201215:00 | Border Bulldogs | 47:31(20:17) | SWD Eagles | Queen’s College, Queenstown Sędzia: Matt Kemp |
| 28 kwietnia 201215:00 |                 | 47:31(20:17) |            | Queen’s College, Queenstown Sędzia: Matt Kemp |

| 28 kwietnia 201215:30 | Western Province | 42:31(22:14) | Cheetahs | Durbanville Rugby Club, Durbanville Sędzia: Tiaan Jonker |
| 28 kwietnia 201215:30 |                  | 42:31(22:14) |          | Durbanville Rugby Club, Durbanville Sędzia: Tiaan Jonker |

## Faza pucharowa
|  |                        |                        |                  |                  |    |                  |                  |          |  |  |       |       |       |
|  | Ćwierćfinał            | Ćwierćfinał            | Ćwierćfinał      |                  |    | Półfinał         | Półfinał         | Półfinał |  |  | Finał | Finał | Finał |
|  | Ćwierćfinał            | Ćwierćfinał            | Ćwierćfinał      |                  |    | Półfinał         | Półfinał         | Półfinał |  |  | Finał | Finał | Finał |
|  | 4 maja 2012            |                        |                  |                  |    |                  |                  |          |  |  |       |       |       |
|  |                        |                        |                  |                  |    |                  |                  |          |  |  |       |       |       |
|  | Griquas                | Griquas                | 26               |                  |    |                  |                  |          |  |  |       |       |       |
|  | Griquas                | Griquas                | 26               | 11 maja 2012     |    |                  |                  |          |  |  |       |       |       |
|  | Pampas XV              | Pampas XV              | 18               |                  |    |                  |                  |          |  |  |       |       |       |
|  | Pampas XV              | Pampas XV              | 18               |                  |    | Griquas          | Griquas          | 30       |  |  |       |       |       |
|  | 5 maja 2012            |                        |                  |                  |    | Griquas          | Griquas          | 30       |  |  |       |       |       |
|  |                        |                        | Blue Bulls       | Blue Bulls       | 17 |                  |                  |          |  |  |       |       |       |
|  | Sharks XV              | Sharks XV              | Blue Bulls       | Blue Bulls       | 17 | 36               |                  |          |  |  |       |       |       |
|  | Sharks XV              | Sharks XV              |                  |                  |    | 36               | 18 maja 2012     |          |  |  |       |       |       |
|  | Blue Bulls             | Blue Bulls             | 37               |                  |    |                  |                  |          |  |  |       |       |       |
|  | Blue Bulls             | Blue Bulls             | 37               |                  |    | Griquas          | Griquas          | 18       |  |  |       |       |       |
|  | 5 maja 2012            |                        |                  |                  |    | Griquas          | Griquas          | 18       |  |  |       |       |       |
|  |                        |                        | Western Province | Western Province | 20 |                  |                  |          |  |  |       |       |       |
|  | Western Province       | Western Province       | Western Province | Western Province | 20 | 58               |                  |          |  |  |       |       |       |
|  | Western Province       | Western Province       | 12 maja 2012     |                  |    | 58               |                  |          |  |  |       |       |       |
|  | Golden Lions           | Golden Lions           | 34               |                  |    |                  |                  |          |  |  |       |       |       |
|  | Golden Lions           | Golden Lions           | 34               |                  |    | Western Province | Western Province | 33       |  |  |       |       |       |
|  | 4 maja 2012            |                        |                  |                  |    | Western Province | Western Province | 33       |  |  |       |       |       |
|  |                        |                        | Pumas            | Pumas            | 20 |                  |                  |          |  |  |       |       |       |
|  | Pumas                  | Pumas                  | Pumas            | Pumas            | 20 | 30               |                  |          |  |  |       |       |       |
|  | Pumas                  | Pumas                  |                  |                  |    |                  |                  |          |  |  |       |       |       |
|  | Eastern Province Kings | Eastern Province Kings | 19               |                  |    |                  |                  |          |  |  |       |       |       |
|  | Eastern Province Kings | Eastern Province Kings | 19               |                  |    |                  |                  |          |  |  |       |       |       |

| 4 maja 201215:00 | Griquas | 26:18(17:6) | Pampas XV | GWK Park, Kimberley Widzów: 1 000 Sędzia: Marius van der Westhuizen |
| 4 maja 201215:00 |         | 26:18(17:6) |           | GWK Park, Kimberley Widzów: 1 000 Sędzia: Marius van der Westhuizen |

| 5 maja 201214:00 | Sharks XV | 36:37(19:13) | Blue Bulls | Kings Park Stadium, Durban Sędzia: Lourens van der Merwe |
| 5 maja 201214:00 |           | 36:37(19:13) |            | Kings Park Stadium, Durban Sędzia: Lourens van der Merwe |

| 5 maja 201215:30 | Western Province | 58:34(27:20) | Golden Lions | City Park Stadium, Crawford Sędzia: Ben Crouse |
| 5 maja 201215:30 |                  | 58:34(27:20) |              | City Park Stadium, Crawford Sędzia: Ben Crouse |

| 4 maja 201219:10 | Pumas | 30:19(17:9) | Eastern Province Kings | Mbombela Stadium, Nelspruit Sędzia: Rasta Rasivhenge |
| 4 maja 201219:10 |       | 30:19(17:9) |                        | Mbombela Stadium, Nelspruit Sędzia: Rasta Rasivhenge |

| 11 maja 201215:00 | Griquas | 30:17(15:5) | Blue Bulls | GWK Park, Kimberley Sędzia: Quinton Immelman |
| 11 maja 201215:00 |         | 30:17(15:5) |            | GWK Park, Kimberley Sędzia: Quinton Immelman |

| 12 maja 201216:15 | Western Province | 33:20(23:12) | Pumas | Newlands Stadium, Kapsztad Sędzia: Rasta Rasivhenge |
| 12 maja 201216:15 |                  | 33:20(23:12) |       | Newlands Stadium, Kapsztad Sędzia: Rasta Rasivhenge |

| 18 maja 201219:10 | Griquas | 18:20(13:10) | Western Province | GWK Park, Kimberley Widzów: 5 000 Sędzia: Lourens van der Merwe |
| 18 maja 201219:10 |         | 18:20(13:10) |                  | GWK Park, Kimberley Widzów: 5 000 Sędzia: Lourens van der Merwe |